# 维拉·伊莲娜
维拉·伊莲娜（Vera Ilyina，1974年2月2日—），出生于俄罗斯，是俄罗斯跳水运动员，和尤里娅·帕卡琳娜合作夺得了2000年悉尼奥运会女子3米板双人冠军和2004年雅典奥运会的银牌。

## 主要成绩
- 2000年奥运会，3米板 前八；
- 2000年奥运会，双人3米跳板 冠军；
- 2002年世界杯，雙人3米板 冠軍
- 2004年世界杯，双人3米板 亚军；
- 2004年奥运会，双人3米板 亚军；